# De Blob (computerspel)
De Blob is een puzzelspel voor de Nintendo Wii, iOS, PlayStation 4, Xbox One, Nintendo Switch en Windows Phone 7 en werd ontwikkeld door Blue Tongue voor de Wii. Beide werden uitgebracht door THQ, de wereldwijdse release vond plaats in februari 2008. In januari 2009 werd door een woordvoerder van THQ bekendgemaakt dat, in reactie op de goede verkopen van het spel, De Blob een vervolg zou krijgen.
De Blob is oorspronkelijk ontwikkeld als een gratis te downloaden spel voor de pc door acht studenten van de studie Game Design & Development aan de Hogeschool voor de Kunsten Utrecht en één student Game and Media Technology aan de Universiteit Utrecht. Dit werd opgemerkt door THQ en deze verwierf de rechten van dit spel van het originele team.
Tijdens de ontwikkeling van het spel werden delen van Utrecht herbouwd en de hoofddoelstelling van de spelontwikkeling was te zien hoe het stationsgebied van Utrecht (onder andere het station, de Jaarbeurs en Hoog Catharijne) er over vijftien jaar uit zouden zien. De stad Utrecht heeft de hoofdpersoon van het spel als haar mascotte benoemd.
Ronimo Games, de originele Utrechtse ontwikkelaars van het originele De Blob, hebben inmiddels al twee spellen uitgebracht: Swords & Soldiers en Awesomenauts.

## Het spel
In De Blob moet de speler de stad bevrijden van de vijand, de monochromatische I.N.K.T. Corporation. Deze heeft alle kleur en plezier uit het dagelijkse leven verdreven. Het is mogelijk om het spel alleen of met maximaal vier spelers te spelen.

## Recensies
Er zijn een aantal recensies over de Blob beschikbaar. Hier een kort overzicht.
| Website               | Cijfer |
| --------------------- | ------ |
| IGN US                | 8,4    |
| VideoGamer            | 8,0    |
| Nintendo Power        | 8,0    |
| Cheat Codes Nederland | 8,3    |
| Metacritic            | 8,2    |

## Platforms
| Jaar | Platform            |
| ---- | ------------------- |
| 2008 | BREW, J2ME, iPhone  |
| 2009 | Android, BlackBerry |

## Trivia
- Het spel is opgenomen in het boek 1001 Video Games You Must Play Before You Die van Tony Mott.